# 1999年
1999年（1999 ねん）は、西暦（グレゴリオ暦）による、金曜日から始まる平年。平成11年。
西暦1000年代、1900年代、1990年代最後の年である。この項目では、国際的な視点に基づいた1999年について記載する。

## 他の紀年法
- 干支：己卯（つちのと う）
- 日本（月日は一致）
  - 平成11年
  - 皇紀2659年
- 大韓民国（月日は一致）
  - 檀紀4332年
- 中華民国（月日は一致）
  - 中華民国88年
- 朝鮮民主主義人民共和国（月日は一致）
  - 主体88年
- 仏滅紀元：2541年 - 2542年
- イスラム暦：1419年9月13日 - 1420年9月23日
- ユダヤ暦：5759年4月13日 - 5760年4月22日
- UNIX時間：915148800 - 946684799
- 修正ユリウス日 (MJD)：51179 - 51543
- リリウス日 (LD)：152020 - 152384

## カレンダー
| 1月 |    |    |    |    |    |    |
| 日  | 月 | 火 | 水 | 木 | 金 | 土 |
|     |    |    |    |    | 1  | 2  |
| 3   | 4  | 5  | 6  | 7  | 8  | 9  |
| 10  | 11 | 12 | 13 | 14 | 15 | 16 |
| 17  | 18 | 19 | 20 | 21 | 22 | 23 |
| 24  | 25 | 26 | 27 | 28 | 29 | 30 |
| 31  |    |    |    |    |    |    |
|     |    |    |    |    |    |    |

| 2月 |    |    |    |    |    |    |
| 日  | 月 | 火 | 水 | 木 | 金 | 土 |
|     | 1  | 2  | 3  | 4  | 5  | 6  |
| 7   | 8  | 9  | 10 | 11 | 12 | 13 |
| 14  | 15 | 16 | 17 | 18 | 19 | 20 |
| 21  | 22 | 23 | 24 | 25 | 26 | 27 |
| 28  |    |    |    |    |    |    |
|     |    |    |    |    |    |    |

| 3月 |    |    |    |    |    |    |
| 日  | 月 | 火 | 水 | 木 | 金 | 土 |
|     | 1  | 2  | 3  | 4  | 5  | 6  |
| 7   | 8  | 9  | 10 | 11 | 12 | 13 |
| 14  | 15 | 16 | 17 | 18 | 19 | 20 |
| 21  | 22 | 23 | 24 | 25 | 26 | 27 |
| 28  | 29 | 30 | 31 |    |    |    |
|     |    |    |    |    |    |    |

| 4月 |    |    |    |    |    |    |
| 日  | 月 | 火 | 水 | 木 | 金 | 土 |
|     |    |    |    | 1  | 2  | 3  |
| 4   | 5  | 6  | 7  | 8  | 9  | 10 |
| 11  | 12 | 13 | 14 | 15 | 16 | 17 |
| 18  | 19 | 20 | 21 | 22 | 23 | 24 |
| 25  | 26 | 27 | 28 | 29 | 30 |    |
|     |    |    |    |    |    |    |

| 5月 |    |    |    |    |    |    |
| 日  | 月 | 火 | 水 | 木 | 金 | 土 |
|     |    |    |    |    |    | 1  |
| 2   | 3  | 4  | 5  | 6  | 7  | 8  |
| 9   | 10 | 11 | 12 | 13 | 14 | 15 |
| 16  | 17 | 18 | 19 | 20 | 21 | 22 |
| 23  | 24 | 25 | 26 | 27 | 28 | 29 |
| 30  | 31 |    |    |    |    |    |
|     |    |    |    |    |    |    |

| 6月 |    |    |    |    |    |    |
| 日  | 月 | 火 | 水 | 木 | 金 | 土 |
|     |    | 1  | 2  | 3  | 4  | 5  |
| 6   | 7  | 8  | 9  | 10 | 11 | 12 |
| 13  | 14 | 15 | 16 | 17 | 18 | 19 |
| 20  | 21 | 22 | 23 | 24 | 25 | 26 |
| 27  | 28 | 29 | 30 |    |    |    |
|     |    |    |    |    |    |    |

| 7月 |    |    |    |    |    |    |
| 日  | 月 | 火 | 水 | 木 | 金 | 土 |
|     |    |    |    | 1  | 2  | 3  |
| 4   | 5  | 6  | 7  | 8  | 9  | 10 |
| 11  | 12 | 13 | 14 | 15 | 16 | 17 |
| 18  | 19 | 20 | 21 | 22 | 23 | 24 |
| 25  | 26 | 27 | 28 | 29 | 30 | 31 |
|     |    |    |    |    |    |    |

| 8月 |    |    |    |    |    |    |
| 日  | 月 | 火 | 水 | 木 | 金 | 土 |
| 1   | 2  | 3  | 4  | 5  | 6  | 7  |
| 8   | 9  | 10 | 11 | 12 | 13 | 14 |
| 15  | 16 | 17 | 18 | 19 | 20 | 21 |
| 22  | 23 | 24 | 25 | 26 | 27 | 28 |
| 29  | 30 | 31 |    |    |    |    |
|     |    |    |    |    |    |    |

| 9月 |    |    |    |    |    |    |
| 日  | 月 | 火 | 水 | 木 | 金 | 土 |
|     |    |    | 1  | 2  | 3  | 4  |
| 5   | 6  | 7  | 8  | 9  | 10 | 11 |
| 12  | 13 | 14 | 15 | 16 | 17 | 18 |
| 19  | 20 | 21 | 22 | 23 | 24 | 25 |
| 26  | 27 | 28 | 29 | 30 |    |    |
|     |    |    |    |    |    |    |

| 10月 |    |    |    |    |    |    |
| 日   | 月 | 火 | 水 | 木 | 金 | 土 |
|      |    |    |    |    | 1  | 2  |
| 3    | 4  | 5  | 6  | 7  | 8  | 9  |
| 10   | 11 | 12 | 13 | 14 | 15 | 16 |
| 17   | 18 | 19 | 20 | 21 | 22 | 23 |
| 24   | 25 | 26 | 27 | 28 | 29 | 30 |
| 31   |    |    |    |    |    |    |
|      |    |    |    |    |    |    |

| 11月 |    |    |    |    |    |    |
| 日   | 月 | 火 | 水 | 木 | 金 | 土 |
|      | 1  | 2  | 3  | 4  | 5  | 6  |
| 7    | 8  | 9  | 10 | 11 | 12 | 13 |
| 14   | 15 | 16 | 17 | 18 | 19 | 20 |
| 21   | 22 | 23 | 24 | 25 | 26 | 27 |
| 28   | 29 | 30 |    |    |    |    |
|      |    |    |    |    |    |    |

| 12月 |    |    |    |    |    |    |
| 日   | 月 | 火 | 水 | 木 | 金 | 土 |
|      |    |    | 1  | 2  | 3  | 4  |
| 5    | 6  | 7  | 8  | 9  | 10 | 11 |
| 12   | 13 | 14 | 15 | 16 | 17 | 18 |
| 19   | 20 | 21 | 22 | 23 | 24 | 25 |
| 26   | 27 | 28 | 29 | 30 | 31 |    |
|      |    |    |    |    |    |    |

## できごと

### 1月
- 1月1日 - 通貨ユーロがEUに加盟する11か国で、銀行間取り引きなどで導入される。
- 1月7日 - 米上院がクリントン大統領に対する弾劾裁判を開始。
- 1月25日 - コロンビアでM6.2の地震。死者1900人（コロンビア・キンディオ地震）。

### 2月
- 2月1日 - 航空連合・ワンワールドが設立。
- 2月7日 - ヨルダン国王フセイン1世死去。

### 3月
- 3月23日 - 日本海で不審船発見、威嚇射撃をするも北朝鮮の清津港に逃走（能登半島沖不審船事件）。
- 3月24日
  - 1998年からのコソボ紛争への制裁のため、NATO軍がユーゴスラビアを空爆（6月10日停止）。
  - モンブラントンネルで大規模な火災事故が発生し、39名が死亡する。
- 3月27日 - 日産自動車がフランスのルノーと資本提携を結ぶ。

### 4月
- 4月6日 - 朱鎔基中国首相が訪米。
- 4月20日 - アメリカ合衆国コロラド州の高校で、生徒2人が銃を乱射し、後に自殺（コロンバイン高校銃乱射事件）。
- 4月30日 - カンボジアがASEANに加盟。

### 5月
- 5月1日 - アムステルダム条約発効。
- 5月10日 - リンカーン研究所によってはやぶさ2の目的地である小惑星1999 JU3（のちのリュウグウ）が発見される。
- 5月19日 - 『スター・ウォーズ エピソード1/ファントム・メナス』がアメリカなどで公開（日本公開は7月10日）。

### 7月
- 7月9日 - 李登輝台湾総統、台湾と中国の関係を「特殊な国と国との関係（中国語版）」と発言。
- 7月22日 - 中国、法輪功を非合法化。
- 7月23日 - モロッコ国王のハサン2世が崩御。同日、国王の長男ムハンマド6世が王位を継承し、国王に即位。

### 8月
- 8月17日 - トルコ西部で地震（イズミット地震）。
- 8月30日 - 東ティモール住民投票（英語版）実施、独立支持78.5%。

### 9月
- 9月14日 - プローディ委員会が発足する。
- 9月21日 - 台湾で大地震が発生（921大地震）。
- 9月30日 - 茨城県東海村JCO臨界事故。日本初の臨界事故。2人死亡。

### 10月
- 10月20日 - インドネシア新大統領にワヒド議長就任。

### 11月
- 11月6日 - オーストラリアで共和制移行の是非を問う国民投票が行われ、その結果移行反対が多数を占めた。（1999年オーストラリア国民投票）
- 11月12日 - アメリカでグラム・リーチ・ブライリー法が制定される。
- 11月19日 - 西暦月日の位全てが奇数になる20世紀最後の日。次にこの条件になるのは3111年1月1日である。
- 11月25日 - ハッブル宇宙望遠鏡の6台ある姿勢制御用ジャイロスコープのうち4台目が故障し、観測不能に陥る。
- 11月30日〜12月3日 - 第3回世界貿易機関閣僚会議

### 12月
- 12月4日 - ベトナムのホイアン、ミーソン聖域が世界遺産に登録される。
- 12月10日〜11日 - フィンランド・ヘルシンキにて欧州理事会が開催。東欧5カ国とマルタとのEU加盟交渉開始を決定。トルコを加盟候補国として認める。
- 12月20日 - マカオがポルトガルから中国に返還される。
- 12月31日
  - ロシアのエリツィン大統領が辞任。代行にプーチン首相を指名。
  - パナマ運河がアメリカ合衆国からパナマに返還される。
  - 西暦1000年代最後の日となり、ミレニアムのカウントダウンが世界各地で催される。また、2000年問題の動向が注目される中の年越し。

## 天候、天災、観測等

### 天候
- 5月3日 - アメリカ合衆国オクラホマ州（オクラホマシティ）を巨大な竜巻が襲う。

### 地震
- 1月25日 - コロンビアで大地震。1900人死亡。
- 8月17日 - トルコ西部で大規模な地震が発生。1万7127人死亡。
- 9月21日 - 台湾中部でマグニチュード7.7の大きな地震が発生。2415人死亡。

### 天体観測
- 11月 - しし座流星群の大出現期。

## 芸術、文化、ファッション

### 映画
- マトリックス
- スター・ウォーズ エピソード1/ファントム・メナス
- ターザン
- アイズ ワイド シャット
- シックス・センス
- アメリカン・ビューティー
- ファイト・クラブ
- シュリ
- オール・アバウト・マイ・マザー
- サウスパーク/無修正映画版
- アイアン・ジャイアント
- マルコヴィッチの穴
- ストレイト・ストーリー
- 初恋のきた道
- ザ・ミッション 非情の掟
- トイ・ストーリー2
- グリーンマイル
- サイダーハウス・ルール
- マグノリア
- スチュアート・リトル
- ギャラクシー・クエスト

## 誕生

### 1月
- 1月2日 - フェルナンド・タティス・ジュニア、野球選手（遊撃手）
- 1月4日 - コリン・セクストン、バスケットボール選手 (PG)
- 1月4日 - ダニエル・アルザニ、サッカー選手 (FW)
- 1月6日 - 梅澤美波、アイドル、女優（乃木坂46）
- 1月6日 - エレーナ・ラジオノワ、フィギュアスケート選手
- 1月7日 - 堀米雄斗、スケートボード選手
- 1月8日 - 井上翔太、俳優、モデル
- 1月9日 - マクシミリアーノ・ロメロ、サッカー選手
- 1月10日 - メイソン・マウント、サッカー選手
- 1月12日 - 田村真佑、アイドル、女優（乃木坂46）
- 1月12日 - ニコラス・スキアッパカッセ、サッカー選手
- 1月13日 - 梅野雄吾、プロ野球選手
- 1月14日 - 助川真蔵、声優
- 1月16日 - 加藤美南、YouTuber、元アイドル（元NGT48）
- 1月17日 - 橋爪愛、モデル
- 1月18日 - カラン・ブラル、俳優
- 1月18日 - ゲイリー・トレント・ジュニア、バスケットボール選手 (SG)
- 1月19日 - ジョナサン・テイラー、アメリカンフットボール選手
- 1月21日 - 神尾楓珠、俳優
- 1月22日 - 武田杏香、女優（元E-Girls）
- 1月23日 - あむぎり、YouTuber（コムドット）
- 1月23日 - アルバン・ラフォン、サッカー選手
- 1月23日 - 永瀬廉、アイドル、俳優 (King & Prince)
- 1月23日 - マラング・サール 、サッカー選手
- 1月24日 - 橋岡優輝、陸上競技選手
- 1月25日 - 山下航平、俳優
- 1月26日 - 浜屋将太、プロ野球選手
- 1月28日 - 近藤玲奈、声優
- 1月29日 - 久代梨奈、元アイドル（元NMB48）
- 1月31日 - 廣田あいか、歌手、YouTuber（元私立恵比寿中学）

### 2月
- 2月2日 - 坂本遥奈、歌手 (TEAM SHACHI)
- 2月3日 - 橋本環奈、女優
- 2月3日 - 弓木奈於、アイドル、女優（乃木坂46）
- 2月4日 - 中村光、ハンドボール選手
- 2月5日 - 木下晴香、女優
- 2月6日 - 古賀亜美、フィギュアスケート選手
- 2月7日 - オコエ桃仁花、バスケットボール選手
- 2月8日 - がーどまん、YouTuber、ラッパー（チャンネルがーどまん）
- 2月9日 - 山田菜々美、元アイドル（元AKB48）
- 2月10日 - パーカー、YouTuber
- 2月11日 - アンドリー・ルニン、サッカー選手
- 2月11日 - キャンディス・ヒル、陸上競技選手
- 2月11日 - ディノ (DINO)（朝鮮語版）、アイドル (SEVENTEEN)
- 2月12日 - タナカガ、YouTuber（パパラピーズ）
- 2月13日 - 木出雄斗、サッカー選手
- 2月13日 - 葉月ひとみ、女優
- 2月14日 - タイラー・アダムス、サッカー選手
- 2月16日 - 小林ゆう、お笑いタレント
- 2月20日 - ジャレット・カルバー、バスケットボール選手（SG）
- 2月21日 - 三森大貴、プロ野球選手
- 2月25日 - ジャンルイジ・ドンナルンマ、サッカー選手
- 2月28日 - 萩原利久、俳優
- 2月28日 - ルカ・ドンチッチ、バスケットボール選手 (PG, SF)

### 3月
- 3月2日 - ニキータ・マゼピン、レーシングドライバー
- 3月2日 - 狼雅外喜義、大相撲力士
- 3月3日 - 早川友基、サッカー選手
- 3月4日 - 藤井梨央、元アイドル（元こぶしファクトリー）
- 3月5日 -  鈴木絢音、元アイドル（元乃木坂46）
- 3月5日 - ゆうた、YouTuber（コムドット）
- 3月6日 - サニブラウン・アブデル・ハキーム、陸上競技選手
- 3月7日 - 中村駿介、バレーボール選手
- 3月8日 - 石原彪、プロ野球選手
- 3月11日 - エンゾ・エボス、サッカー選手
- 3月12日 - 小田さくら、アイドル（モーニング娘。）
- 3月14日 - マービン・バグリー3世、バスケットボール選手 (PF)
- 3月15日 - 根本凪、アイドル
- 3月16日 - ブラディミール・ゲレーロ・ジュニア、野球選手（三塁手）
- 3月18日 - 奥野春菜、レスリング選手
- 3月19日 - 田城飛翔、プロ野球選手
- 3月20日 - 宮崎雅也、声優
- 3月22日 - ミック・シューマッハ、レーシングドライバー
- 3月23日 - ユンホ、アイドル（ATEEZ)
- 3月24日 - 山野太一、プロ野球選手
- 3月25日 - 誠、お笑いタレント（ヨネダ2000）
- 3月28日 - 加藤脩平、プロ野球選手
- 3月29日 - 柏木ひなた、元アイドル（元私立恵比寿中学）
- 3月30日 - 吉田美佳子、女優
- 3月30日 - みゆ、YouTuber（ばんばんざい）

### 4月
- 4月1日 - 宇野友恵、アイドル
- 4月2日 - 佐々木健、プロ野球選手
- 4月3日 - 髙橋海人、アイドル、俳優 (King&Prince)
- 4月4日 - 髙塚大夢、アイドル (INI)
- 4月5日 - 優希美青、女優
- 4月6日 - 桜木夕、声優
- 4月7日 - 前川智敬、サッカー選手
- 4月8日 - 酒井ほのか、女優
- 4月9日 - アイザック・ヘンプステッド＝ライト、俳優
- 4月9日 - サディック・ベイ、バスケットボール選手 (SF)
- 4月9日 - 尊富士弥輝也、大相撲力士
- 4月10日 - 豊田裕大、俳優
- 4月11日 - 美音咲月、アイドル
- 4月14日 - 新井光、サッカー選手
- 4月15日 - 安田尚憲、プロ野球選手
- 4月16日 - ウェンデル・カーター・ジュニア、バスケットボール選手 (C)
- 4月17日 - 中嶋春陽、俳優
- 4月18日 - 中島元彦、サッカー選手
- 4月19日 - 松田元太、アイドル、ダンサー、俳優 (Travis Japan)
- 4月19日 - ルゲンツ・ドート、バスケットボール選手 (SG)
- 4月20日 - 星乃莉子、AV女優
- 4月21日 - トラウデン直美、モデル
- 4月22日 - 真中まな、アイドル (FRUITS ZIPPER)
- 4月22日 - 森遼大朗、プロ野球選手
- 4月23日 - チェヨン、アイドル (TWICE)
- 4月23日 - 諸星すみれ、声優
- 4月28日 - 山口翔、プロ野球選手
- 4月30日 - 三田みらの、女優

### 5月
- 5月1日 - 六浦雄太、囲碁棋士
- 5月2日 -  松下玲緒菜、シンガーソングライター　(元まねきケチャメンバー)
- 5月3日 - 松田陸、サッカー選手
- 5月4日 - 田中陸、サッカー選手
- 5月5日 - ネイサン・チェン、フィギュアスケート選手
- 5月6日 - 難波侑平、プロ野球選手
- 5月7日 - 佐藤優樹 (歌手)、元アイドル（元モーニング娘。）
- 5月7日 - 藤井菜々子、陸上競技選手
- 5月8日 - 山本廉、サッカー選手
- 5月11日 - サブリナ・カーペンター、女優、歌手
- 5月12日 - 岡田健史、俳優、モデル
- 5月12日 - 佐藤万璃音、レーシングドライバー
- 5月13日 - 楢﨑明智、クライミング選手
- 5月14日 - 鈴木千裕、格闘家
- 5月17日 - 宮本優、サッカー選手
- 5月20日 - 山口千沙季、元女子プロ野球選手
- 5月22日 - 相澤瑠香、アイドル
- 5月22日 - 豊昇龍智勝、大相撲力士
- 5月23日 - 柳下花恋、女優
- 5月25日 - 清宮幸太郎、プロ野球選手
- 5月26日 - 奥平湧、ラグビー選手
- 5月27日 - リリー＝ローズ・デップ、女優、モデル
- 5月28日 - キャメロン・ボイス、俳優
- 5月29日 - パク・ジフン、アイドル、俳優（元Wanna One）
- 5月30日 - 周冠宇、レーシングドライバー
- 5月30日 - すしらーめん《りく》、YouTuber
- 5月30日 - 駿河メイ、プロレスラー

### 6月
- 6月1日 - Technoblade、YouTuber、ゲーム実況者（+ 2022年）
- 6月1日 - ドミトリー・アリエフ、フィギュアスケート選手
- 6月2日 - 伊原六花、女優
- 6月3日 - 後藤威尊、アイドル (INI)
- 6月4日 - キム・ソヒョン、女優
- 6月6日 - 中村奨成、プロ野球選手
- 6月8日 - ダニエル・ティクトゥム、レーシングドライバー
- 6月9日 - 清水尋也、モデル、俳優
- 6月10日 - 西川愛也、プロ野球選手
- 6月11日 - カイ・ハフェルツ、サッカー選手
- 6月13日 - 五十嵐理人、サッカー選手
- 6月14日 - 尾崎匠海、アイドル (INI)
- 6月14日 - ツウィ、アイドル (TWICE)
- 6月15日 - ヨサン、アイドル (ATEEZ)
- 6月17日 - イマニュエル・クイックリー、バスケットボール選手 (PG)
- 6月23日 - 川西拓実、アイドル (JO1)
- 6月27日 - チャンドラー・リッグス、俳優
- 6月29日　- 大勢、プロ野球選手
- 6月30日 - 小川千奈、ウェザーニューズキャスター、ミスジャパン2020チャンピオン（岩手県代表）
- 6月30日 - 須崎優衣、レスリング選手

### 7月
- 7月5日 - 張壮、俳優
- 7月9日 - 高橋佑二郎、将棋棋士
- 7月10日 - サン、アイドル（ATEEZ)
- 7月17日 - 湯浅京己、プロ野球選手
- 7月20日 - アレクサンドラ・フォン・ハノーファー、ハノーファー王国の王族の子孫
- 7月26日 - 山下美月、アイドル、女優（元乃木坂46）
- 7月30日 - ジョーイ・キング、子役、歌手

### 8月
- 8月3日 - ブラヒム・ディアス、サッカー選手
- 8月9日 - ミンギ、アイドル（ATEEZ)
- 8月10日 - ジャ・モラント、バスケットボール選手 (PG)
- 8月10日 - 藤牧京介、アイドル (INI)
- 8月10日 - LiaqN、YouTuber
- 8月11日 - ケビン・ノックス、バスケットボール選手 (SF)
- 8月11日 - チャンビン、アイドル(Stray Kids)
- 8月16日‐木村慧人、ダンサー兼アイドル（FANTASTICS）
- 8月18日‐中島颯太、アイドル（FANTASTICS）
- 8月20日 - 東晟良、フェンシング選手
- 8月21日 - 田辺桃子、女優
- 8月22日 - ダコタ・ゴヨ、子役
- 8月22日 - 三原舞依、フィギュアスケート選手
- 8月23日 - 向井葉月、アイドル、女優（元乃木坂46）
- 8月26日 - 琴勝峰吉成、大相撲力士
- 8月28日 - ニコライ、デンマークの王族

### 9月
- 9月1日 - キャメロン・レディッシュ、バスケットボール選手 (SF)
- 9月7日 - キャメロン・オカシオ、俳優
- 9月9日 - 会沢紗弥、声優
- 9月13日 - 大園桃子、経営者、元アイドル（元乃木坂46）
- 9月13日 - チェ・ヨンジュン、アイドル (TOMORROW X TOGETHER)
- 9月15日 - ジャレン・ジャクソン・ジュニア、バスケットボール選手 (PF, C)
- 9月16日 - ロバート・シュワルツマン、レーシングドライバー
- 9月20日 - ジュリアーノ・アレジ、レーシングドライバー
- 9月22日 - キム・ユジョン、女優
- 9月24日 - 永野芽郁、女優、ファッションモデル
- 9月29日 - 五ノ井里奈、元陸上自衛官、柔道指導者
- 9月29日 - チェ・イェナ、元IZ*ONE

### 10月
- 10月2日 - 井上咲楽、タレント
- 10月3日 - アラミス・ナイト、俳優
- 10月6日 - トレバー・ローレンス、アメリカンフットボール選手
- 10月8日 - 大原優乃、女優
- 10月9日 - 大友花恋、女優、ファッションモデル
- 10月11日 - ケルドン・ジョンソン、バスケットボール選手 (SF)
- 10月13日 - 松田里奈、アイドル（櫻坂46）
- 10月14日 - 足立佳奈、シンガーソングライター
- 10月15日 - ベイリー・マディソン、女優
- 10月15日 - ベン・ウッドバーン、サッカー選手
- 10月16日 - 福本大晴、アイドル
- 10月17日 - 冴木柚葉、女優、モデル
- 10月20日 - チュウ、歌手（今月の少女）
- 10月23日 - 小林由依、アイドル（元櫻坂46）
- 10月24日 - 上國料萌衣、アイドル（アンジュルム）
- 10月26日 - 月足天音、アイドル（FRUITS ZIPPER、元HKT48)
- 10月28日 - 吉川愛、女優、モデル

### 11月
- 11月10日 - キーナン・シプカ、女優
- 11月10日 - ジョアン・フェリックス、サッカー選手 (FW)、ポルトガル代表
- 11月12日 - フランシスコ・アキラ、プロレスラー
- 11月13日 - 林琴奈、バレーボール選手
- 11月13日 - ランド・ノリス、レーシングドライバー
- 11月15日 - 髙橋優斗、元アイドル、俳優（元ジャニーズJr.、HiHi Jets）
- 11月15日 - 富田美憂、声優
- 11月19日 - エフゲニア・メドベージェワ、フィギュアスケート選手
- 11月21日 - 夜道雪、声優
- 11月26日 - ウヨン、アイドル（ATEEZ)

### 12月
- 12月16日 - ブライス・ロビンソン、女優
- 12月17日 - 佐々木美玲、アイドル（元日向坂46）
- 12月22日 - 楠木ともり、声優、歌手

### 人物以外
- 1月21日 - シンボリクリスエス、競走馬
- 3月31日 - ヒシミラクル、競走馬

## ノーベル賞
- 物理学賞 - ヘーラルト・トホーフト、マルティヌス・フェルトマン
- 化学賞 - アハメッド・ズウェイル
- 生理学・医学賞 - ギュンター・ブローベル
- 文学賞 - ギュンター・グラス
- 平和賞 - 国境なき医師団
- 経済学賞 - ロバート・マンデル